# 崇仁醫護管理專科學校

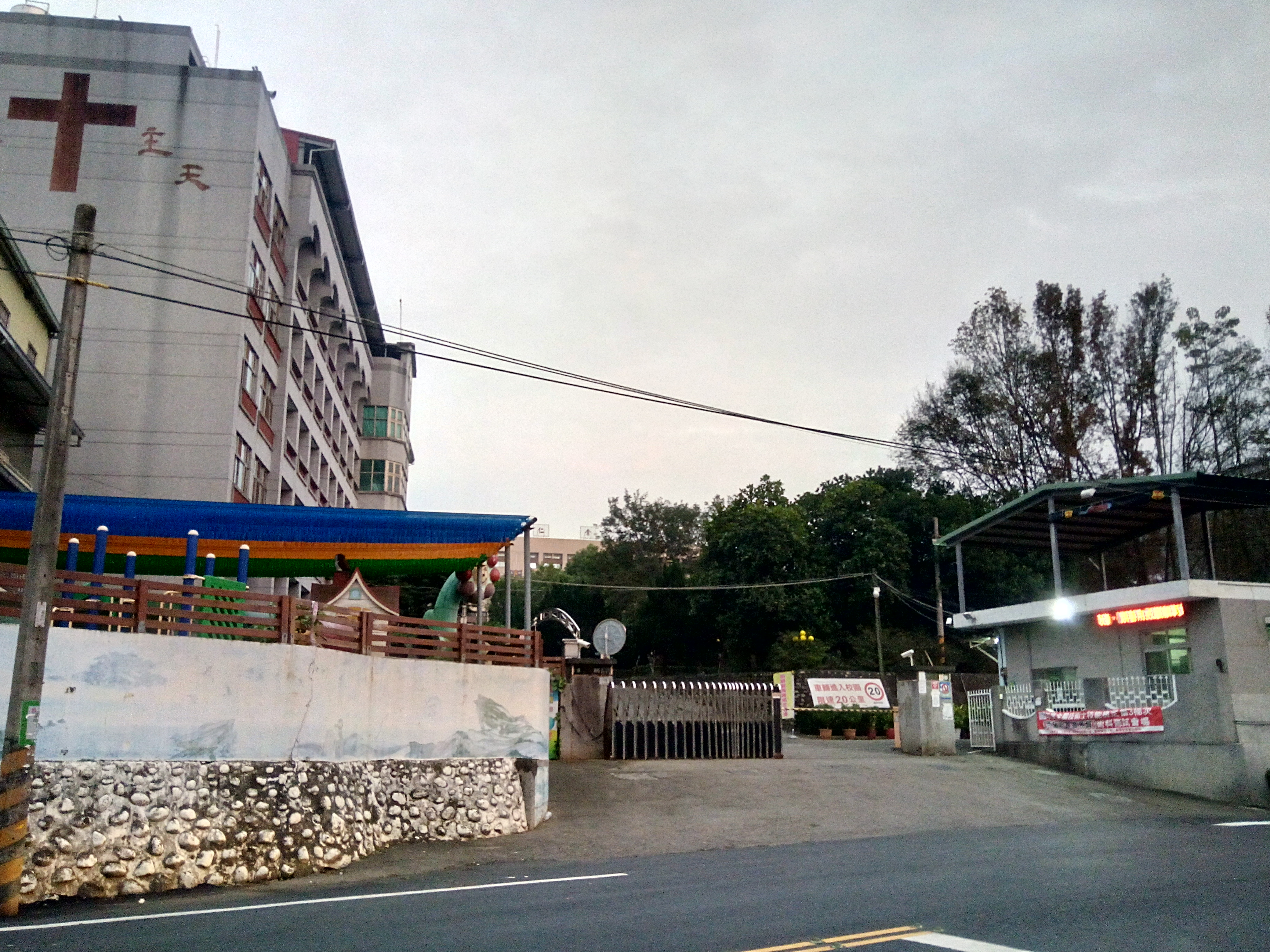
崇仁醫護管理專科學校（嘉義校區）

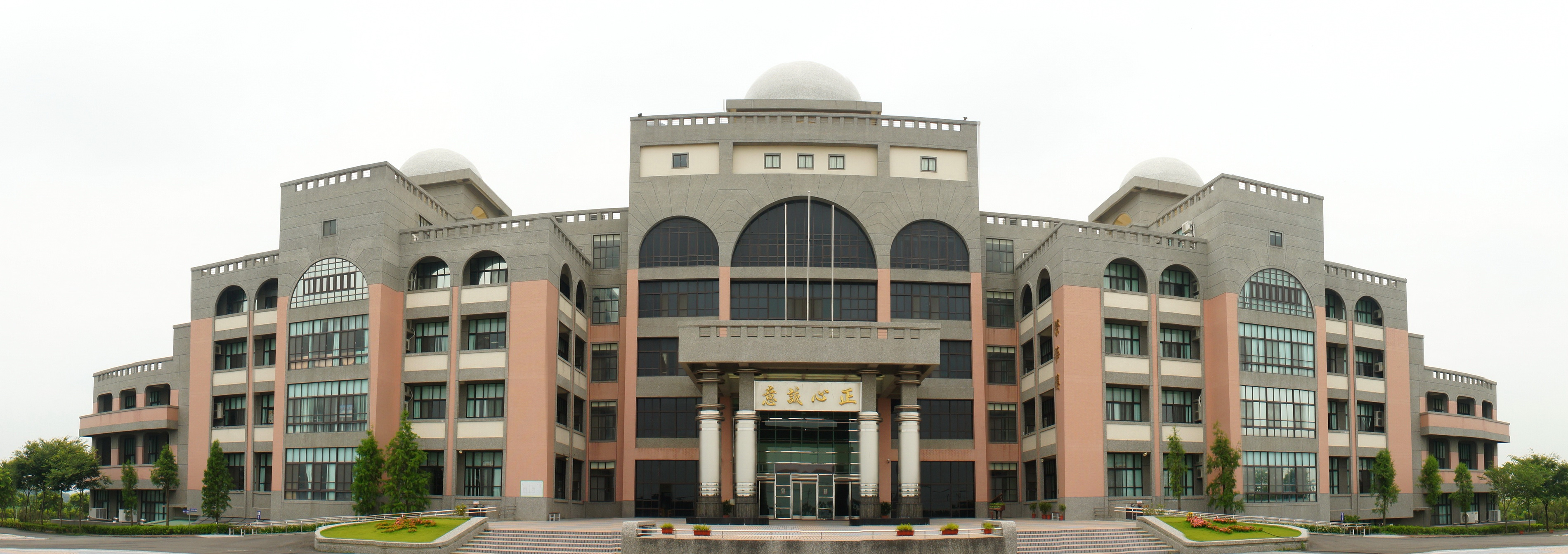
崇仁醫護管理專科學校（大林校區）

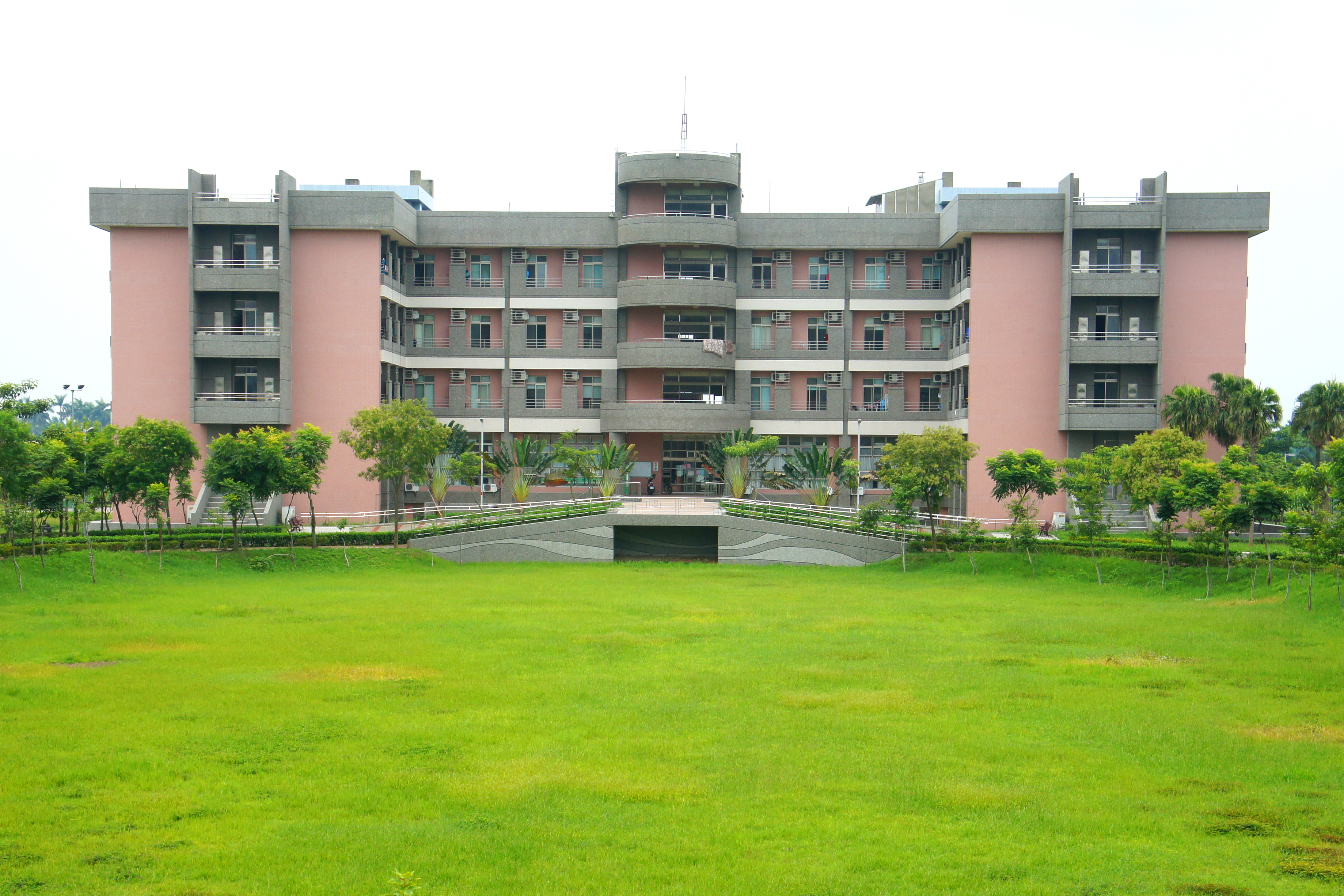
崇仁醫護管理專科學校（大林校區）的宿舍

崇仁醫護管理專科學校（Chung Jen Junior College of Nursing, Health Science and Management）（簡稱崇仁醫專、崇仁護專、崇仁專校、CJC）是一間位於臺灣嘉義的專科學校，目前有5個學科，學程期止並發學位證書或結業證書。

## 沿革
1947年，山東省境國共衝突加劇，中華聖母傳教修女會修女為避戰禍，輾轉赴澳，又於1952年抵達基隆港。兩年後落腳嘉義縣的梅山鄉傳教，並辦理教育、醫療（如若瑟醫院）等慈善事業。1958年，擁有醫學學位的美籍修女華淑芳（Mary Paul Watts，後獲醫療奉獻獎）自美赴台加入中華聖母會，提供醫療服務。
中華聖母傳教修女會自於嘉義市區興辦天主教聖馬爾定醫院，有感於合格護理工作人員的缺乏，為充實基層護理人力，由總會長李美納自1969年開始籌備護理相關職業學校，聘留美教育碩士方懷正神父規劃校務，校地則由嘉義縣政府撥蘭潭風景區紅毛埤一帶二公頃餘之公有地予修女會。為了紀念修女會創立人、主教田耕莘主張的「崇尚仁愛」精神，這間四年制的高職被命名為「崇仁」，即為「私立崇仁高級護理助產職業學校」，在1971年8月開始招生。
1982年，配合嘉義市升格為省轄市，更名為「嘉義市私立崇仁高級護理助產職業學校」。1989年取消助產科、四年制護理助產合訓科改為一年制護理科。
1990年代開始臺灣醫療護理專業水準不斷提昇，僅具備高職護理學校學歷之護理人員已無法因應當時醫護工作職場之需求，學校研議改制為專科學校之發展方針，並成立「崇仁醫護管理專科學校籌備處」。
2005年8月1日改制為「崇仁醫護管理專科學校」，招收五年制日間部及二年制日夜間部護理科學生，其後陸續增設：五年制餐飲管理科、二年制烘焙科、五年制美容保健科、五年制應用外語科、二年制老人照顧科在職專班、五專部老人服務事業管理科。後來，護理、烘焙及老人照顧二年制專科陸續停止招生。

## 歷任校長
| 任別 | 姓名   | 任期                | 備註 |
| ---- | ------ | ------------------- | ---- |
| 4    | 周立勳 | 2009年2月-2023年7月 |      |
| 5    | 黃財尉 | 2023年8月-迄今      |      |

## 教學單位
| 教學單位 五專日間部 | 護理科             | 餐飲管理科 |
| 教學單位 五專日間部 | 美容保健科         | 應用外語科 |
| 教學單位 五專日間部 | 老人服務事業管理科 |            |

## 歷年日間部師生比及新生註冊率
- 110學年度日間部學生人數3209，專任老師人數120，日間部師生比26.74（學生數/老師數）[1]。

- 112學年度新生註冊率88.57%。
- 113學年度新生註冊率85.57%。

。

## 外部連結
- 崇仁醫護管理專科學校 （页面存档备份，存于）
- 崇仁醫專 護理科 （页面存档备份，存于）